# 草湯温泉 冠着荘

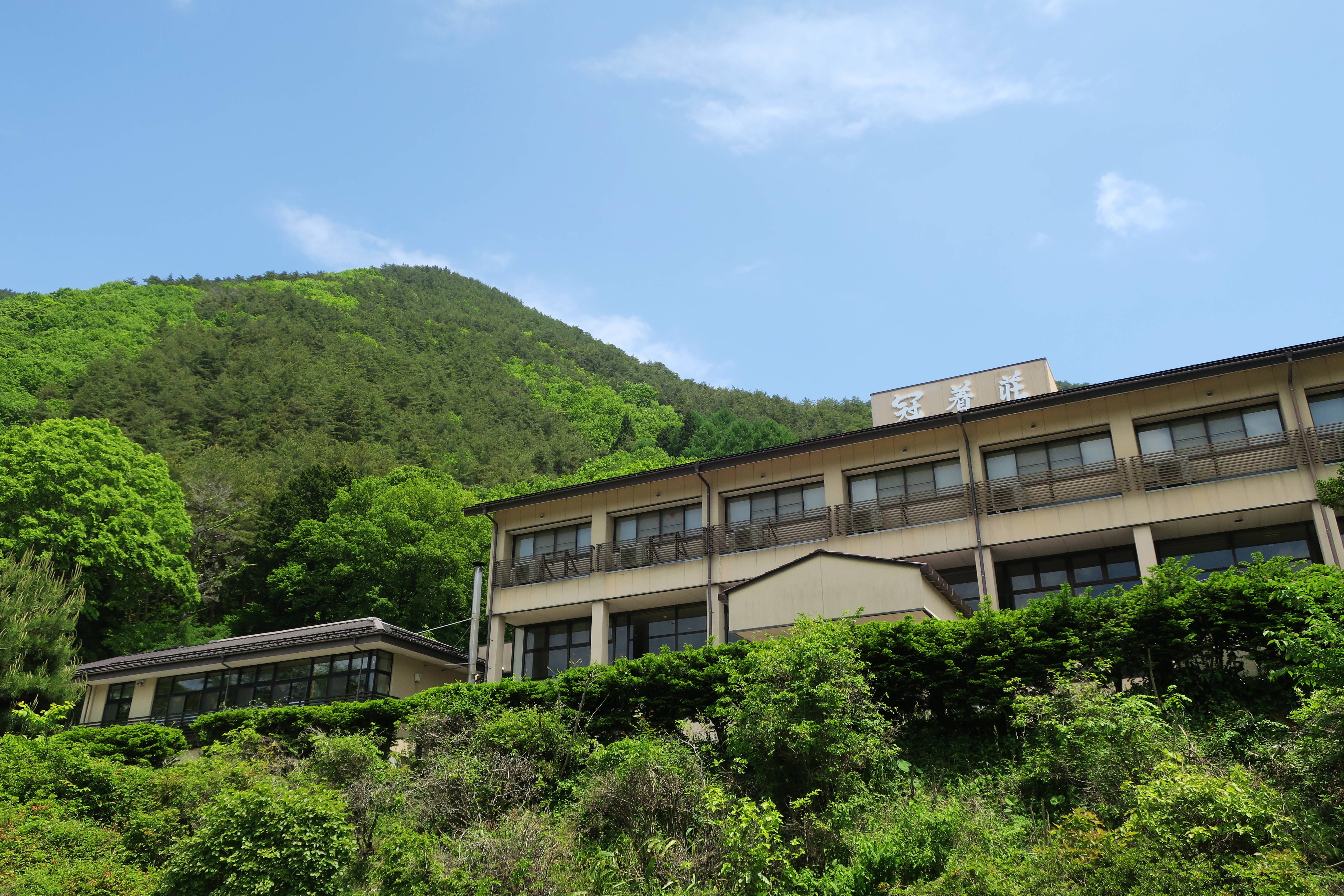
冠着荘

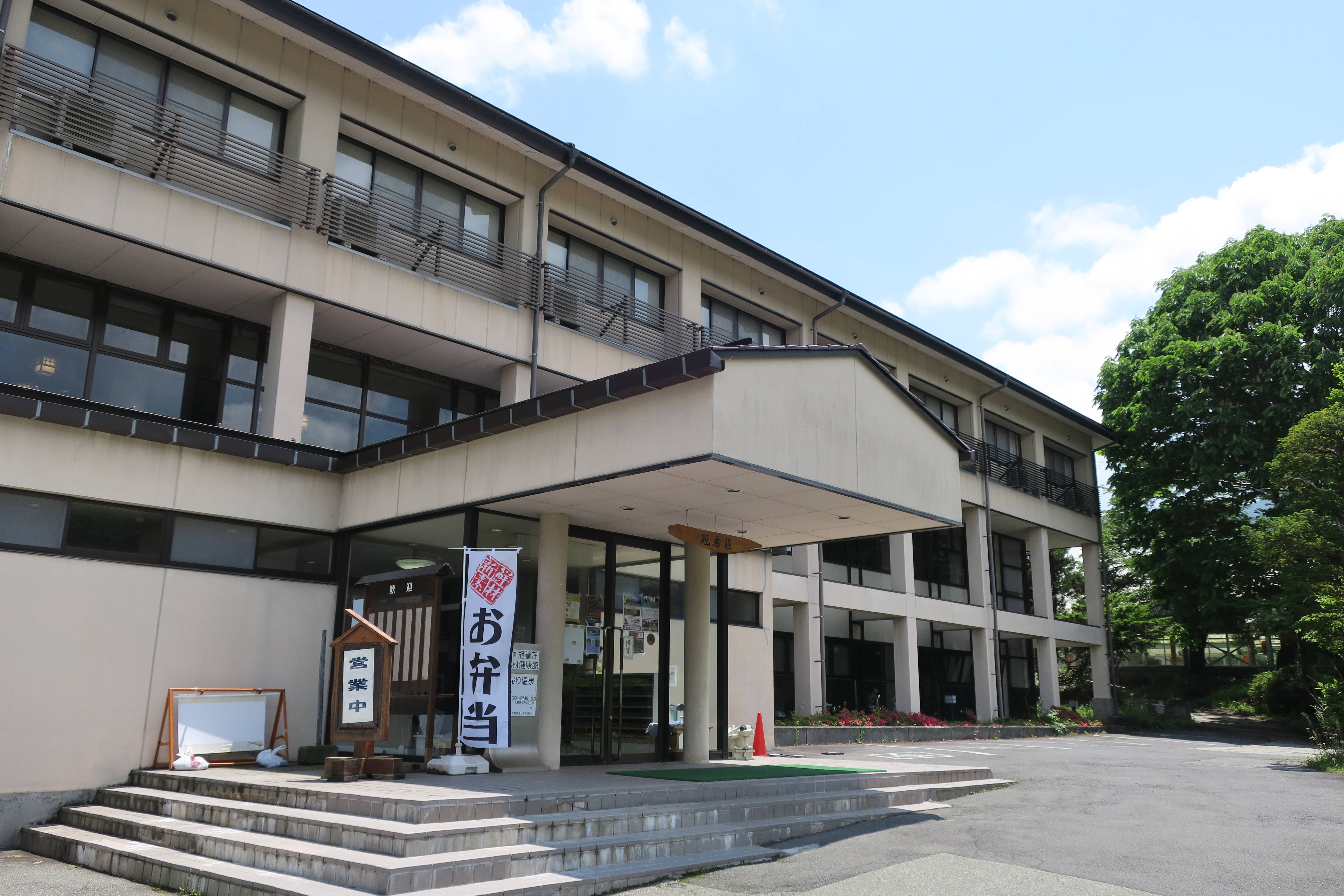
エントランス

草湯温泉冠着荘（くさゆおんせん かむりきそう）は、長野県東筑摩郡筑北村の坂井地区にある宿泊施設。
日帰り入浴や食事のみの利用も可能である。

## 運営
1968年（昭和43年）12月20日、草湯・湯土坂口には昔から豊富な湯が出てくるという事で、ボーリング工事が行われ、見事湯を掘り当てる。これに合わせ、保養センター冠着荘の建設が始まった。1969年（昭和44年）12月29日に竣工式が行われた。1991年（平成3年）12月3日には、クアハウス坂井が完成し、竣工式が行われた。これは、冠着荘に作られた、多目的温泉保養施設とされている。クアハウス坂井誕生一周年では6万人の入場者があり、坂井村の見込みの4万人を大きく上回る結果となった。（クアハウス坂井は2008年11月をもって営業終了）
筑北村への合併後も村営にて運営が継続されていたが、2013年（平成25年）4月から指定管理者による運営が導入された。しかし、赤字のため2017年（平成29年）5月をもって指定管理者が撤退し、村直営に戻ることとなった。
利用の低迷により、2018年（平成30年）には筑北村内で日本ウェルネス長野高等学校を運営する学校法人タイケン学園に同学園の合宿施設として売却する案が報道されたが、村民の反対が多く、学園の方針転換もあり撤回された。2019年（令和元年）からは宿泊の一般利用を中止し、合宿専用として運営されることとなった。（日帰り入浴と食堂は一般利用可能。）
2021年（令和3年）に学校法人光和学園が冠着荘譲渡を申し込んでいることが判明した。
2022年（令和4年）度から再度指定管理者制度を導入し、学校法人光和学園を3年間の期間で指定した。宿泊の一般利用も再開したが、赤字や料理長の退職による食堂の休止等があり、光和学園から指定管理者取り消しの申し出があったため、2023年（令和5年）1月から改めて別の事業者を指定することになった。